# Under
Under – pierwsza oficjalna płyta zespołu Rootwater, wydana w 2004 roku nakładem wydawnictwa Fonografika.

## Lista utworów
1. „Lie Is the law” – 4:15
2. „Red Love” – 4:28
3. „Hava nagila” – 3:55
4. „The Tides” – 7:13
5. „Fame” – 3:07
6. „C.O.X” – 10:18
7. „Peacemaker” – 4:15
8. „Reflux” – 5:05
9. „Symetrix” – 1:20
10. „Angry Chair” (Alice in Chains cover) – 14:29

## Twórcy
- Maciek Taff – śpiew
- Sebastian Zusin – gitara
- Przemo – gitara basowa
- Yony – gitara
- Paweł Jurkowski – perkusja